# Vielfachzugriff
Vielfachzugriff (von engl. multiple access) bezeichnet in der Nachrichtentechnik eine Reihe von Verfahren zur Aufteilung der Übertragungskapazität eines Übermittlungssystems unter die daran angeschlossenen Stationen. Bei dem Übermittlungssystem kann es sich beispielsweise um einen Funkkanal, einen Nachrichtensatelliten oder eine Busleitung für ein Local Area Network (LAN) handeln.
Beim Frequenzvielfachzugriff (Frequency Division Multiple Access, FDMA) benutzen die Stationen getrennte Frequenzkanäle.
Beim Zeitvielfachzugriff (Time Division Multiple Access, TDMA) werden die Nachrichten blockweise nach einem Zeitmultiplex-Verfahren gesendet. Das Token-Verfahren (z. B. Token-Ring) ist ein TDMA-Verfahren, bei dem der Zugriff in Form einer Sendeberechtigung erfolgt, die nach vorgegebener Reihenfolge von Station zu Station weitergereicht wird.
Bei Konkurrenzverfahren wie dem Carrier Sense Multiple Access (CSMA) existiert keine Zugriffsordnung unter den angeschlossenen Stationen, so dass es zu Kollisionen kommen kann.
Vielfachzugriff durch Vorwissen ermöglicht das Verfahren Codemultiplex (code division multiple access, CDMA).
Mehrere räumlich getrennte Antennen erlauben Raummultiplex (space division multiple access, SDMA). Das Besondere an diesem Verfahren ist, dass sich die Teilnehmer weder Zeit noch Frequenz teilen müssen, und somit insgesamt mehr Bandbreite pro Teilnehmer zur Verfügung steht.